# Eurytoma adpressa
Eurytoma adpressa is een vliesvleugelig insect uit de familie Eurytomidae. De wetenschappelijke naam is voor het eerst geldig gepubliceerd in 2010 door Zerova & Klymenko.